# فرودگاه پالمار سور
فرودگاه پالمار سور (به انگلیسی: Palmar Sur Airport) یک فرودگاه همگانی با کد یاتا PMZ است که یک باند فرود آسفالت دارد و طول باند آن ۱۴۰۰ متر است. این فرودگاه در کشور کاستاریکا قرار دارد و در ارتفاع ۱۵ متری از سطح دریا واقع شده است.